# گالینا میشنینا
گالینا میشنینا (روسی: Галина Андреевна Мишенина؛ زادهٔ ۵ اوت ۱۹۵۰) قایقران روئینگ اهل اتحاد جماهیر شوروی سوسیالیستی است.